# Fire of Love (film)
Pour les articles homonymes, voir Fire of Love.
Pour plus de détails, voir Fiche technique et Distribution.
Fire of Love  est un film documentaire américano-canadien produit, écrit et réalisé par Sara Dosa (en), sorti en 2022. Le film raconte la vie des volcanologues Katia et Maurice Krafft.

## Distinctions

### Nominations
- Oscars 2023 : Meilleur film documentaire